# Amechedia pagmanella
Amechedia pagmanella är en fjärilsart som beskrevs av Hans Georg Amsel 1961. Amechedia pagmanella ingår i släktet Amechedia och familjen mott. Inga underarter finns listade i Catalogue of Life.